# Thecla melleus
Thecla melleus är en fjärilsart som beskrevs av Druce 1907. Thecla melleus ingår i släktet Thecla och familjen juvelvingar. Inga underarter finns listade i Catalogue of Life.